# Mike Baron
Mike Baron (* 1949) ist ein US-amerikanischer Comicautor und -zeichner. Baron wurde vor allem als Co-Schöpfer der Science-Fiction-Reihe Nexus bekannt.

## Leben und Arbeit
Baron begann 1981, nachdem er einen Abschluss in Politikwissenschaft an der University of Wisconsin erworben hatte, sich als hauptberuflicher Comicautor zu betätigen. Im selben Jahr schuf Baron gemeinsam mit dem Zeichner Steve Rude die Serie Nexus, an der er bis heute arbeitet und die beiden Künstlern zahlreiche Ehrungen, darunter den renommierten Eisner Award, einbrachte.
Weitere Serien, an denen Baron, der in Denver, Colorado, lebt, gearbeitet hat, sind die Independent-Reihen The Badger (seit 1983), Ginger Fox, Spyke und Feud, sowie die Mainstream-Serien The Flash (1987), Deadman (1989–1992) und Batman für DC, The Punisher (1987–1995) für Marvel und diverse Star Wars Comics für Dark Horse. Von 2003 bis 2004 betätigte er sich zudem als Dozent für die Selbstverlegung von Comics am Rocky Mountain College of Art and Design.
Als seine künstlerischen Einflüsse zitiert Baron unter anderem Carl Barks und Philip José Farmer.

## Bibliographie

### Independent-Arbeiten
- The Badger:
- Feud:
- Nexus
- Spyke: #1–4
- Epic Illustrated
- Amazing High Adventure #4 - #5
- All-Star Squadron #43
- Atari Force #14 - #15
- Chronicles of Corum
- Crossroads
- What if? #83
- Heavy Hitters #1
- Tales of the Marvels: Blockbuster #1
- Conan the Savage #8
- Strange Tales: Dark Corners #1
- Faro Korbit #1 - #3
- Detonator #1 - #3
- Robotech the Graphic Novel: Genesis
- Badger: Hexbreaker
- Bruce Lee
- Madman Boogaloo!
- Star Wars: The Last Command
- Kiss Vol. 3: Men and Monsters
- Kiss Vol. 4: Unholy War
- Faro Korbit
- Thin Blue Line

### Romane
- The World of Ginger Fox (1986)
- Witchblade: Demons (2003)
- The Iron Triangle: The Screenplay (2004)

### Arbeiten für DC-Comics
- The Flash: #1–12
- Deadman: Exorcism #1–2
- Deadman: Love After Death: #1–2

### Arbeiten für Marvel Comics
- Classic Punisher: #1
- Heroes for Hope starring X-Men: #1
- The Punisher: #1–44, 46–48, 50–63, 76
- The Punisher Annual: #1–4
- The Punisher: Empty Quarter: #1
- The Punisher: G-Force #1
- The Punisher: Intruder #1
- The Punisher Magazine: #4–13
- The Punisher: Origin of Micro Chip: #1–2
- Punisher War Journal: #16, 25–37

## Auszeichnungen
- 1993 Eisner Award (Best Single Issue/Single Story und Best Writer/Artist) gemeinsam mit Steve Rude für Nexus:The Origin

| Personendaten    | Personendaten                              |
| ---------------- | ------------------------------------------ |
| NAME             | Baron, Mike                                |
| KURZBESCHREIBUNG | US-amerikanischer Comicautor und -zeichner |
| GEBURTSDATUM     | 1949                                       |